# العموق (المقاطرة)

تعديل مصدري - تعديل

العموق هي إحدى قرى عزلة زريقة اليمن بمديرية المقاطرة التابعة لمحافظة لحج، بلغ تعداد سكانها 338 نسمة حسب تعداد اليمن لعام 2004.